# Іванова Єлизавета Іллівна
Єлизавета Іллівна Іванова — передовик сільгоспвиробництва, тваринник, доярка радгоспу «Можгинський» Удмуртської АРСР, громадський діяч. Герой Соціалістичної Праці (1982).

## Біографія
Єлизавета Іллівна Іванова народилася 10 жовтня 1930 року в удмуртській селянській родині села Кінягіл Можгинского району Удмуртської АРСР. Після закінчення школи навчалася швейній справі в Можзі, отримала другий розряд за спеціальністю швачки, проте тяга до сільського життя і сільськогосподарської праці змусили її повернутися в рідне село.
У 17-річному віці Єлизавета почала працювати дояркою в радгоспі і скотарем. Незважаючи на те, що ферма була досить слабка економічно, незабаром господарство зміцніло, і в радгоспі розгорнулося соціалістичне змагання тваринників. У 1965 році Єлизавета Іллівна виступила з ініціативою з вирощених нею телят холмогорської породи підбирати групу нетелів і після отелення організувати їх роздій. Вже в 1967 році за першого отелення вона отримала від кожної закріпленої за нею корови по 2385 кг молока, що суттєво перевищувало план. Підвищуючи й надалі показники надою, Єлизавета Іваніва в 1968 році вперше в районі отримала по 3000 кг, а пізніше 3500 кг і навіть 4000 кг молока від кожної закріпленої за нею корови.
Трудові заслуги доярки неодноразово відзначалися. Ользі Іллівні було присвоєно звання «Майстер тваринництва 1 класу». Неодноразово брала участь у ВДНГ СРСР і була відзначена срібною і бронзовою медалями виставки, а за підсумками восьмої п'ятирічки нагороджена орденом Леніна. Також вона тричі нагороджена знаками «Переможець соціалістичного змагання» (1973, 1975, 1979), знаком «Ударник десятої п'ятирічки», Почесною Ленінською грамотою; в 1981 році визнана кращою дояркою Можгинського району, в 1982 році удостоєна диплома «Майстер — золоті руки».
Указом Президії Верховної Ради СРСР від 6 вересня 1973 року «за великі успіхи, досягнуті у Всесоюзному соціалістичному змаганні, і виявлену трудову доблесть у виконанні прийнятих зобов'язань по збільшенню виробництва і заготівель продуктів тваринництва у зимовий період 1972-1973 років» Івановій Ользі Іллівні присвоєно звання Героя Соціалістичної Праці з врученням ордена Леніна і золотої медалі «Серп і Молот».
Крім сільськогосподарської діяльності Єлизавета Іллівна брала участь також у громадській роботі. Будучи членом КПРС (з 1968 року), обиралася членом Можгинського міськкому КПРС, членом бюро міськкому партії, делегатом трьох обласних партійних конференцій, делегатом XXV з'їзду КПРС, депутатом районної ради депутатів трудящих.